# هورواتهرتلند
هوروات‌هِرتِلِند (به مجاری:  Horváthertelend) یک منطقهٔ مسکونی در مجارستان است که در ناحیه سیگت‌وار واقع شده‌است.